# Frank Aiken
Frank Aiken (irl. Proinsias Mac Aodhagáin; ur. 13 lutego 1898 w Camlough, zm. 18 maja 1983 w Dublinie) – irlandzki polityk, dowódca Irlandzkiej Armii Republikańskiej, Tánaiste.
Początkowo był członkiem Sinn Féin, później jednym z założycieli Fianna Fáil. Do Dáil Éireann, do gabinetu Éamona de Valery, został wybrany w 1923 roku, następnie był wybierany w każdych kolejnych wyborach aż do końca swojej kadencji w Dáil w 1973.
Aiken pełnił funkcje: Ministra Obrony Narodowej (1932–1939), Ministra ds. Koordynacji Środków Obronnych (1939–1945), Ministra Finansów (1945–1948) i Ministra Spraw Zagranicznych (1951–1954 i 1957–1969). Od 1965 do 1969 jako Tánaiste (wicepremier).